# Forrest Gump
Pour les articles homonymes, voir Forrest Gump (homonymie).
Pour plus de détails, voir Fiche technique et Distribution.
Forrest Gump est une comédie dramatique américaine réalisée par Robert Zemeckis sortie en 1994. Il s'agit d'une adaptation du roman du même nom de l'écrivain Winston Groom, paru en 1986.
Le film relate la vie mouvementée de Forrest Gump, incarné par Tom Hanks, un « simple d'esprit » originaire de l'Alabama qui se retrouve impliqué — le plus souvent involontairement — dans les principaux événements qui marquent l'histoire des États-Unis, entre les années 1950 et les années 1980, Forrest en étant même parfois l'instigateur.
Le film a été distingué par six Oscars lors de la cérémonie de 1995, dont ceux du meilleur film, du meilleur réalisateur pour Robert Zemeckis et du meilleur acteur pour Tom Hanks. En 2011, le film est sélectionné par le National Film Registry de la Bibliothèque du Congrès pour y être conservé, en raison de son intérêt « culturellement, historiquement ou esthétiquement important ».

## Synopsis
En 1981, une plume d'oiseau, volant dans les airs, finit par atterrir aux pieds de Forrest Gump, un homme simple d'esprit. Assis sur un banc dans la ville de Savannah en Géorgie, Forrest attend l'autobus. Au fil des différents interlocuteurs qui vont, à tour de rôle, s’asseoir à côté de lui, Forrest va leur raconter la fabuleuse et trépidante histoire de sa vie. En effet, à l'image de la plume (que l'on apercevra aussi à la fin du film) qui se laisse porter par le vent, Forrest va se laisser porter par les événements de sa vie aux États-Unis pendant la seconde moitié du XXe siècle.
En 1951, à Greenbow en Alabama, Forrest alors enfant a les jambes équipées d'orthèses pour redresser sa colonne vertébrale. À cause de cet appareillage, il ne peut pas marcher normalement. À cette époque, Forrest vit avec sa mère, Mme Gump, qui gère seule une pension de famille hébergeant plusieurs pensionnaires. Parmi ceux-ci figure un jeune rocker inconnu, un certain Elvis Aaron Presley qui joue de la guitare pour Forrest. S'amusant des mouvements de danse saccadés du garçon (du fait de son appareillage), le rocker décide de les intégrer à ses prestations scéniques.
Lors de son premier jour d'école, Forrest fait la connaissance, alors qu'il entre dans le bus de ramassage scolaire, de l'une de ses camarades de classe, la jeune Jenny Curran, une enfant martyrisée par son père ; les deux deviennent très vite bons amis. Mais Forrest est souvent harcelé à l'école, à cause de son handicap physique et de sa faible intelligence. Un jour, alors qu'il est importuné une nouvelle fois par ses harceleurs, Jenny lui crie : « Cours, Forrest, cours ! » et, tandis que Forrest s'efforce de courir pour leur échapper, on voit ses orthèses se rompre puis se détacher, libérant le garçon qui court ensuite à toute vitesse. Forrest se révèle alors être un coureur de fond très véloce et endurant. Ce don athlétique lui permet plus tard d'intégrer un club de football américain, puis d’obtenir une bourse sportive d'étude et d'intégrer en 1963 l'université de l'Alabama. À cette occasion, Forrest sera l'un des témoins du geste du gouverneur de l’Alabama, George Wallace, quand celui-ci empêche l'entrée en cours des deux premiers étudiants noirs de l'établissement. Forrest devient par la suite l'un des meilleurs joueurs de football américain de son université et est nommé dans l'équipe All-American (qui regroupe les meilleurs joueurs universitaires de l'année). En raison de ce succès, il est invité (avec d'autres étudiants méritants) à la Maison-Blanche, où il rencontre le président des États-Unis, John F. Kennedy, qui lui serre la main, et se démarque de nouveau par sa simplicité d’esprit. Il se rapproche également plus intimement de Jenny, sans vraiment comprendre la situation.
Après avoir obtenu son diplôme de fin d'études, Forrest, écoutant le boniment d'un officier recruteur de l'armée américaine, s'engage sans hésiter pour faire son service militaire. Il se lie alors d'amitié avec Bubba, un soldat afro-américain qui le convainc de faire, sitôt leur période de service terminée, carrière avec lui dans la pêche à la crevette. À cette période, Forrest découvre dans un magazine de charme une photo de son ancienne camarade de classe Jenny, dans un exemplaire de Playboy et, lors d'une permission, se rend dans le club de strip-tease où celle-ci travaille. Mais, bien qu'elle tente vainement de percer en tant que comédienne, Jenny, ne supportant pas que Forrest la découvre en pleine déchéance, est tentée par le suicide mais finalement s'enfuit.
En 1967, Forrest et Bubba sont envoyés au Viêt Nam alors que la guerre y fait rage et rejoignent la 9e division d'infanterie, stationnée dans la région du delta du Mekong. Après quelques opérations de routine sur le terrain, le peloton des deux hommes tombe dans une embuscade việt cộng lors d'une patrouille dans la jungle. Au cours du combat, Bubba est tué mais Forrest, grâce à ses qualités de coureur (et bien que blessé au postérieur), sauve plusieurs de ses camarades, notamment son lieutenant, Dan Taylor, bien que celui-ci eût préféré rester sur place et mourir au combat dans la droite ligne de sa tradition familiale. Transféré dans un hôpital militaire, Forrest est aux côtés du lieutenant Dan quand celui-ci est amputé des deux jambes à la suite de ses blessures. Durant cette période, Forrest apprend et développe un talent pour le ping-pong. De retour en Amérique, il est décoré pour son courage de la médaille d'Honneur du Congrès, recevant la prestigieuse décoration des mains du président Lyndon B. Johnson lors d'une cérémonie à Washington.
Peu après, au cours d'un rassemblement d'opposition à la guerre du Viêt Nam dans la même ville, non loin du Lincoln Memorial, Forrest rencontre le militant Abbie Hoffman, après avoir suivi la foule et intégré une file d’anciens combattants comme lui. Forrest arrive devant la tribune du meeting devant le Lincoln Memorial ; il prononce alors quelques mots à la foule assemblée au sujet de la guerre, bien que son message soit inaudible, son micro étant coupé par un militaire hostile à cette réunion politique. Il retrouve ensuite brièvement Jenny, qu'il avait perdue de vue. Celle-ci a depuis adopté un mode de vie hippie et mène une existence chaotique.
Pendant le reste de son temps de service dans l'armée, Forrest devient une célébrité sportive nationale grâce à son don pour le tennis de table, affrontant les sportifs militaires chinois dans le cadre de la « diplomatie du ping-pong ». En 1971, son talent lui vaut d'être invité, aux côtés du chanteur John Lennon, dans l'émission télévisée The Dick Cavett Show au cours de laquelle Forrest inspire, sans le vouloir, à l'ex-Beatle la chanson Imagine. Forrest passe ensuite les fêtes de fin d'année à New York aux côtés du lieutenant Dan, celui-ci étant devenu depuis son amputation un infirme aigri. Peu après, au cours d'une remise de prix du meilleur joueur de tennis de table, Forrest rencontre le président Richard Nixon qui lui recommande un nouvel hôtel pour la suite de son séjour à Washington. Mais, pendant la nuit, il est gêné par des mouvements lumineux dans l'immeuble (nommé le Watergate) et appelle la sécurité ; Forrest déclenche alors involontairement le scandale du Watergate et, par voie de conséquence, la démission de Nixon.
À la fin de la guerre, Forrest retourne à la vie civile et rentre à Greenbow. Du fait de son talent sportif, il est sponsorisé par une marque de raquettes de tennis de table. Il utilise alors les revenus ainsi générés pour s'acheter un navire-crevettier à Bayou La Batre en Alabama, afin d'honorer la promesse qu'il avait faite à Bubba pendant la guerre. En 1974, il est rejoint par le lieutenant Dan qui l'aide dans son activité, mais leurs premières pêches ne sont pas couronnées de succès. Cependant, après l'épisode de l'ouragan Carmen où leur bateau (le Jenny), alors en mer, reste le seul en état de fonctionnement, les deux hommes font une série de pêches de crevettes miraculeuses. Ils fondent peu après l'entreprise Bubba Gump Shrimp Company.
Au cours du temps, le lieutenant Dan perd son côté maussade et finit par témoigner de la reconnaissance à Forrest pour lui avoir sauvé la vie au Viet Nâm. Forrest revient ensuite à Greenbow pour y retrouver sa mère, en phase terminale d'un cancer, et s'occupe d'elle jusqu’à sa mort. Au cours de cette période, le lieutenant Dan gère pour lui ses actifs financiers ; il investit notamment dans une jeune société californienne, « une sorte d'entreprise fruitière » selon Forrest, ce qui permettra aux deux amis de devenir millionnaires avec l'essor de la société informatique dirigée par Steve Jobs. Forrest donne ensuite la moitié de ses revenus à la famille de Bubba et occupe son temps libre à tondre les pelouses de sa ville, sa nouvelle passion.

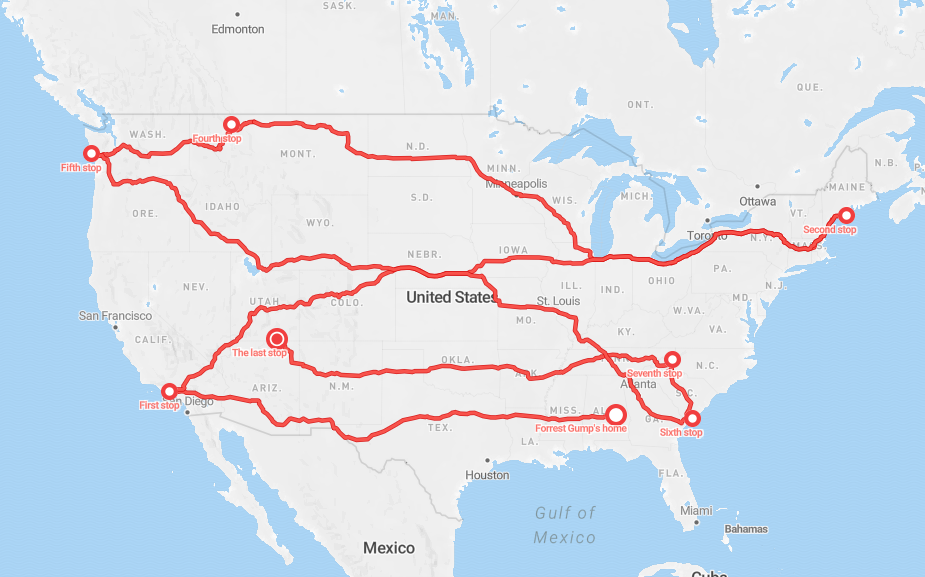
Carte des États-Unis montrant l'un des trajets probables de Forrest Gump quand il se met à courir pendant des mois sans s'arrêter.

En 1976, Jenny, en convalescence après une vie tumultueuse de toxicomane et de victime de violences domestiques, revient à Greenbow pour revoir Forrest et se reposer. Après un moment, celui-ci la demande en mariage. Dans la nuit qui suit, Jenny dit à Forrest qu'elle l'aime et les deux font l'amour. Mais, au petit matin, Jenny s'enfuit. Le cœur brisé, Forrest part spontanément courir et ne s'arrête plus pendant trois ans, parcourant les États-Unis de long en large. Il devient ainsi de nouveau célèbre, étant suivi par une troupe grandissante de fans qui courent derrière lui, inspirés par son exemple. Mais un jour, changeant subitement d'état d’esprit, Forrest décide de retourner à Greenbow.
En 1981, sur le banc de l’arrêt de bus de Savannah, quand Forrest explique qu'il attend le bus car il a reçu une lettre de Jenny lui demandant de venir la voir, son interlocutrice lui dit que l'adresse où il doit aller est juste à côté ; Forrest s'y rend immédiatement en courant.
Retrouvant Jenny chez elle, celle-ci lui présente un jeune enfant, leur fils, nommé Forrest Gump Junior. Quand Jenny lui certifie que Gump Junior n'est pas simple d'esprit mais un jeune garçon tout à fait normal, Forrest semble ému et soulagé. Peu après, Jenny lui avoue qu'elle est malade, ayant contracté « un virus inconnu » face auquel la médecine est impuissante. Forrest propose alors à Jenny de revenir s’installer à Greenbow afin qu'il puisse veiller sur elle. Jenny demande à son tour à Forrest s'il veut l'épouser, il accepte et les deux se marient, mais Jenny meurt un an après.
Finalement, Forrest accompagne son fils Forrest Gump Junior au bus scolaire pour son premier jour d'école. Dans les dernières images, on voit une plume d'oiseau voler dans les airs, faisant écho à la première séquence du film.

## Fiche technique
- Titre original : Forrest Gump
- Réalisation : Robert Zemeckis
- Scénario : Eric Roth, d'après le roman Forrest Gump de Winston Groom
- Musique : Alan Silvestri
- Photographie : Don Burgess
- Montage : Arthur Schmidt
- Production : Wendy Finerman, Steve Tisch, Steve Starkey et Charles Newirth (en)
- Société de production : Paramount Pictures
- Sociétés de distribution : Paramount Pictures (États-Unis) ; United International Pictures (France)
- Budget total : 65 000 000 dollars
  - Budget de production (estimation) : 55 000 000 dollars
  - Budget publicitaire (estimation) : 10 000 000 dollars
- Pays de production :  États-Unis
- Langue originale : anglais
- Format : couleur (partiellement noir et blanc) — 2,35:1 — 35 mm — son Dolby SR / DTS / SDDS
- Genre : comédie dramatique
- Durée : 142 minutes
- Dates de sortie[2] :
  - États-Unis : 6 juillet 1994
  - Belgique, France : 5 octobre 1994, reprise le 28 octobre 2015[3]
- Classification :
  - États-Unis : PG-13, accord parental recommandé, film déconseillé aux moins de 13 ans[4]
  - France : tous publics[5]

## Distribution
- Tom Hanks (VF : Jean-Philippe Puymartin) : Forrest Gump
  - Michael Conner Humphreys (en) (VF : Pascal Grull) : Forrest Gump enfant

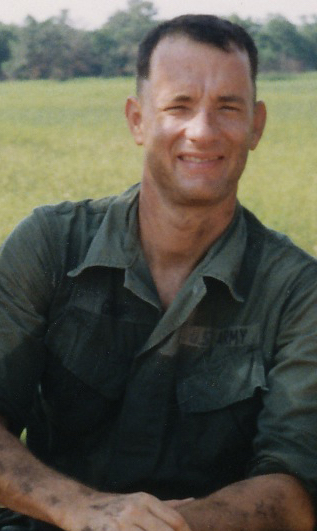
Tom Hanks lors du tournage du film en 1993.

- Robin Wright (VF : Michèle Buzynski) : Jennifer « Jenny » Curran
  - Hanna R. Hall (VF : Adeline Chetail) : Jennifer Curran enfant
- Gary Sinise (VF : Emmanuel Jacomy) : le lieutenant Dan Taylor
- Mykelti Williamson (VF : Jacques Martial) : Benjamin « Bubba » Bufford
- Sally Field (VF : Marion Game) : Mme Gump
- Sam Anderson (VF : Philippe Peythieu) : le principal
- Harold G. Herthum[6] (VF : Yves Barsacq) : le docteur
- Afemo Omilami (VF : Mario Santini) : le sergent instructeur de l'armée
- Siobhan Fallon Hogan (VF : Régine Teyssot) : Dorothy Harris
- Geoffrey Blake (VF : Patrick Laplace) : Wesley
- Tim Perry[7] (VF : Éric Missoffe) : le hippie
- Peter Dobson (apparence) et Kurt Russell (voix, non crédité) (VF : Serge Faliu) : Elvis Presley jeune
- Mary Ellen Trainor (VF : Sophie Arthuys) : la babysitter de Forrest Gump Junior
- Haley Joel Osment (VF : Hervé Grull) : Forrest Gump Junior
- Marla Sucharetza (VF : Marie-Laure Beneston) : Leonore
- Kevin Davis (VF : Pascal Renwick) : un membre des Black Panthers
- Michael Jace

Voix additionnelles : Gilbert Lévy
 Source et légende : version française (VF) sur RS Doublage et AlloDoublage

## Production

### Genèse du projet
Le film est adapté du roman homonyme de Winston Groom publié en 1986. Toutefois, le scénario se focalise principalement sur les onze premiers chapitres du roman, « sautant » en avant à la fin, avec la fondation de Bubba Gump Shrimp Co. et la rencontre avec Forrest, Jr. En plus d'avoir éludé certains passages du roman, le film ajoute plusieurs aspects à la vie de Gump, comme ses tiges en fer sur les jambes quand il est enfant ainsi que son périple à pied à travers les États-Unis,. Sa personnalité est également changée : dans le film, il est moins sujet au syndrome du savant alors que, dans le roman, il fait un score parfait dans une classe de physique avancée. Dans le roman, Gump est également astronaute, lutteur professionnel et joueur d'échecs. De son côté, le personnage de son amie Jenny est fortement simplifié. Si, dans le roman, elle se marie et fonde une famille, elle passe au contraire son temps à s'aventurer dans le film, traversant ainsi plusieurs périodes contre-culturelles, telles que le Flower Power et le Disco, avant de vivre une rapide histoire d'amour avec Forrest, puis en devenant serveuse et mère célibataire.
Terry Gilliam a été pressenti pour réaliser le film, mais il a refusé l'offre, tout comme Barry Sonnenfeld qui préféra se concentrer sur Les Valeurs de la famille Addams.

### Attribution des rôles

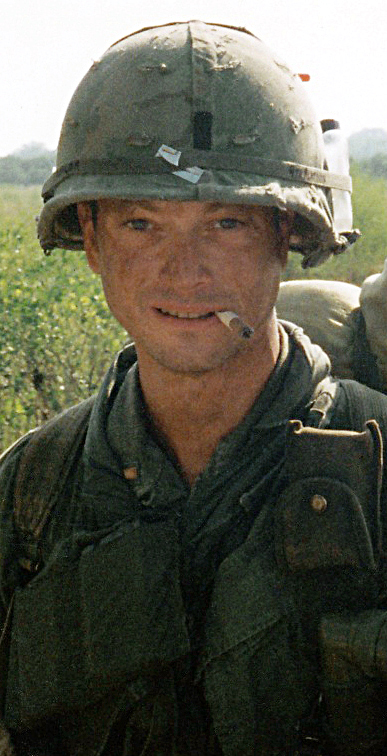
Gary Sinise apparaît à partir de la portion du film qui décrit la guerre du Viêt Nam.

Avant de revenir à Tom Hanks, le rôle-titre a été proposé par Robert Zemeckis à plusieurs acteurs dont Bill Murray et John Travolta. Après avoir refusé le rôle, ce dernier a déclaré que « refuser le rôle de Forrest Gump a été une grande erreur. »[réf. à confirmer] Tom Hanks signe finalement un contrat de 7 millions de dollars pour jouer le rôle. De plus, ce contrat contient une clause d’intéressement aux recettes. Le rôle lui rapporte finalement plus de 35 millions de dollars.
Le jeune Haley Joel Osment, qui incarne le fils de Forrest, trouve ici son premier rôle. Quelques années plus tard, il jouera dans Sixième Sens de M. Night Shyamalan (1999),.
Dans la scène du premier trajet de Forrest en bus, le premier garçon lui refusant la place n'est autre qu'Alexander Zemeckis (fils de Robert), tandis que la fille qui refuse à son tour en hochant la tête est jouée par Elizabeth Hanks (fille de Tom). Lorsque Forrest court à travers le pays, sauf pour les très gros plans, l'homme que l'on voit courir n'est autre qu'un des frères de Tom Hanks, Jim, qui est crédité à la fin du générique comme « Running man ».
Si Peter Dobson interprète physiquement The King, la voix du personnage d'Elvis est celle de Kurt Russell qui devint célèbre en interprétant le chanteur dans le film biographique de 1979, Le Roman d'Elvis. Kurt Russell n'est cependant pas crédité au générique de Forrest Gump[réf. à confirmer].

### Tournage
Le tournage débute en août 1993 et se termine en décembre de la même année.

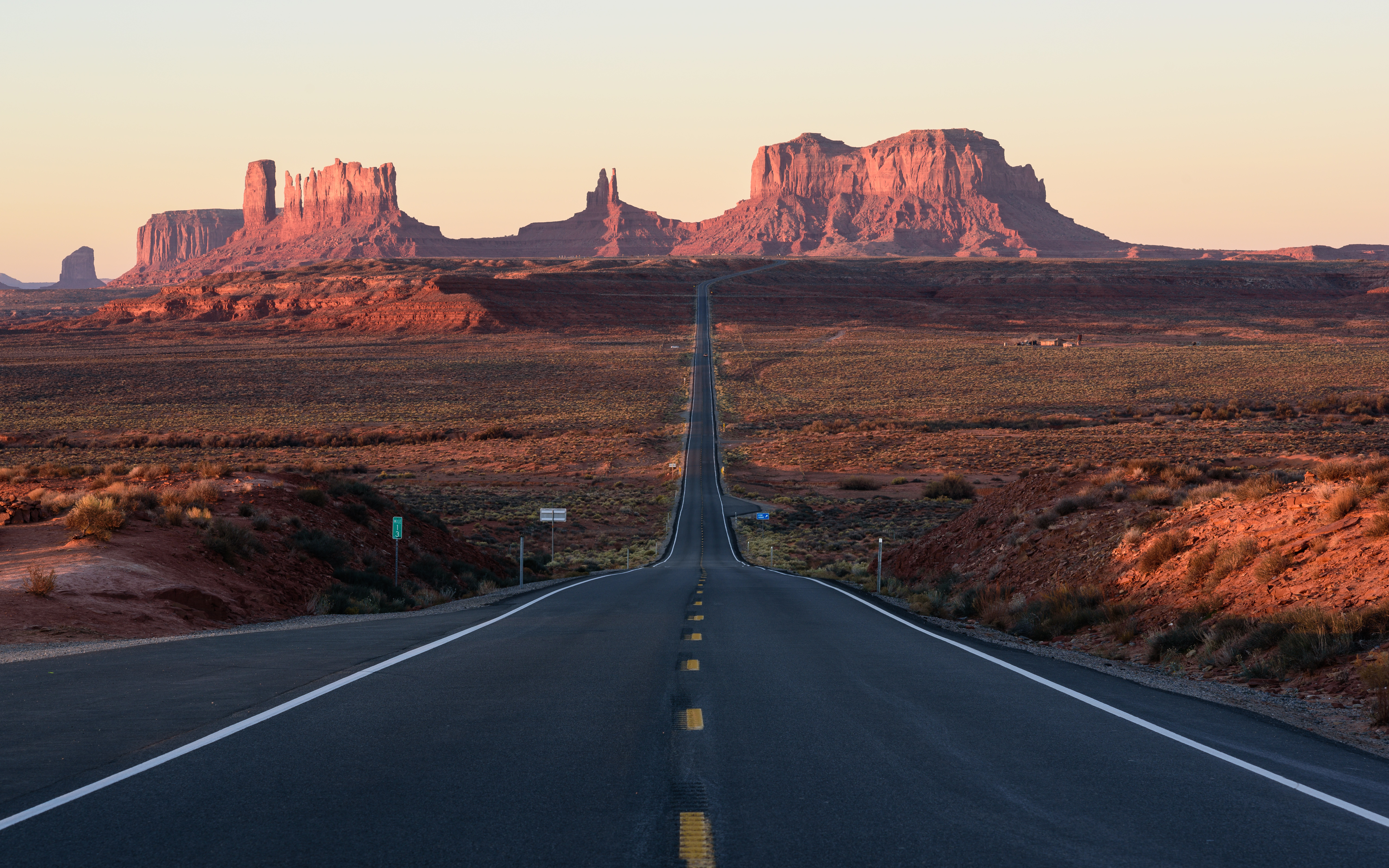
La portion de route à Monument Valley où Forrest s'arrête de courir pour retourner chez lui.

Bien que la majeure partie de l'histoire se déroule en Alabama, le tournage a principalement lieu en Caroline du Sud à Beaufort et en Géorgie à Savannah, où débute le film avec Forrest Gump assis sur un banc. La scène avec l'incendie au Vietnam a été tournée sur l'île barrière de Fripp Island. La séquence du marathon se termine sur une route en plein cœur de Monument Valley.
Certaines scènes ont été tournées en Caroline du Nord, notamment au Domaine Biltmore, à Asheville ou lorsque Forrest court sur la Blue Ridge Parkway. Les scènes sur le campus ont été tournées à l'université du Sud de la Californie.
La scène du film où Forrest s'arrête de courir a été tournée sur la Highway 163 (et non sur la route 66 comme on le pense souvent), au nord-est de Kayenta, en Arizona. Lorsque le rôle de Forrest Gump est proposé à Tom Hanks, il doit se trouver à New York pour filmer Philadelphia. Il demande donc à ce que la scène soit tournée près de là-bas. Robert Zemeckis accepte et choisit la ville de Saranac Lake dans l'État de New York. Toutefois, les conditions météorologiques ne permettant pas un tournage correct, il décide finalement d'aller au nord-est de l'Arizona[réf. nécessaire].

### Effets visuels
Ken Ralston et son équipe d'Industrial Light & Magic s'occupent des effets spéciaux du film en utilisant des images de synthèse. Tom Hanks a d'abord été filmé devant un écran bleu avec des marques de référence pour coller aux archives vidéo. Les mouvements des lèvres des personnalités sur les images d'archives ont même été modifiés numériquement pour coller aux nouveaux dialogues. Grâce, notamment, au morphing et à la rotoscopie, l'acteur a été intégré à ces images d'archives.
Lorsque le lieutenant Dan se retrouve amputé des jambes, beaucoup avaient à l'époque pensé que Gary Sinise avait été doublé par un véritable infirme. En réalité, l'acteur avait des chaussettes bleues masquant entièrement ses avant-jambes jusqu'aux bandages ou bouts de pantalons simulant la limite des amputations. Les avant-jambes de l'acteur ont été, par la suite, effacés par ordinateur en rajoutant des éléments comme un morceau de drap du lit d'hôpital, un touret disposé sur le sol de l'appartement du personnage ou encore un morceau du bord du crevettier.
Quand Forrest Gump devient un prodige du ping-pong, Tom Hanks est en fait guidé par des sons de balles frappées et reproduit les gestes. Puis les balles ont été rajoutées numériquement.

### Musique

#### Forrest Gump – Original Motion Picture Score
La bande originale du film est composée et dirigée par Alan Silvestri, qui avait déjà travaillé avec Robert Zemeckis sur À la poursuite du diamant vert, la trilogie Retour vers le futur, Qui veut la peau de Roger Rabbit et La mort vous va si bien.
Listes des titres
Note : les morceaux ne sont pas nécessairement cités dans l'ordre de diffusion dans le film.
1. I'm Forrest...Forrest Gump (2:41) (musique du générique)
2. You're No Different (1:00)
3. You Can't Sit Here (2:27)
4. Run Forrest Run (2:14)
5. Pray With Me (:58)
6. The Crimson Gump (1:08)
7. They're Sending Me to Vietnam (2:24)
8. I Ran and Ran (1:44)
9. I Had a Destiny (1:19)
10. Washington Reunion (:46)
11. Jesus on the Main Line - arr. Silvestri, soliste : Donny Gerard (2:00) (Forrest sur son nouveau crevettier)
12. That's My Boat (1:16)
13. I Never Thanked You (:48)
14. Jenny Returns (2:43)
15. The Crusade (2:01)
16. Forrest Meets Forrest (1:42)
17. The Wedding Guest (1:48)
18. Where Heaven Ends (1:34)
19. Jenny's Grave (1:27)
20. I'll Be Right Here (:49)
21. Suite From Forrest Gump (6:34)

#### Forrest Gump: The Soundtrack

##### Disque 1
1. Hound Dog (Elvis Presley) – 2:16 (scène du film avec Elvis Presley dans la maison des Gump puis à la télévision)
2. Rebel Rouser (Duane Eddy) – 2:21 (Forrest est poursuivi par des garçons en camionnette puis traverse un terrain de football américain)
3. (I Don't Know Why) But I Do (Clarence « Frogman » Henry) – 2:18 (Forrest attend Jenny sous la pluie)
4. Walk Right In (The Rooftop Singers) – 2:33 (à la radio quand Forrest est dans le dortoir de l'université de Jenny)
5. Land of 1000 Dances (Wilson Pickett) – 2:25 (à la sortie du club de strip-tease)
6. Blowin' in the Wind (Joan Baez)  – 2:36 (joué par Jenny à la guitare dans le club de strip-tease)
7. Fortunate Son (Creedence Clearwater Revival) – 2:18 (Arrivée en hélicoptère de Forrest au Vietnam)
8. I Can't Help Myself (Sugar Pie Honey Bunch) (The Four Tops) – 2:43 (Forrest et Bubba arrivent au camp de base au Vietnam)
9. Respect (Aretha Franklin) – 2:27 (Forrest et Bubba rencontrent lieutenant Dan Taylor au camp de base)
10. Rainy Day Women No. 12 & 35 (Bob Dylan) – 4:35 (Forrest et Bubba suivent le lieutenant Dan au camp de base)
11. Sloop John B (The Beach Boys) 2:56 (Le lieutenant Dan explique à Forrest et Bubba de "ne pas faire de choses stupides")
12. California Dreamin' (The Mamas & the Papas) – 2:39 (Forrest écrit à Jenny sous la pluie au Vietnam)
13. For What It's Worth (Buffalo Springfield) – 2:38 (Début de la dernière patrouille au Vietnam)
14. What the World Needs Now Is Love (Jackie DeShannon) – 3:13 (Forrest apprend à jouer au ping-pong à l’hôpital au Vietnam)
15. Break on Through (To the Other Side) (The Doors) – 2:27 (Forrest joue au ping-pong à l’hôpital au Vietnam)
16. Mrs. Robinson (Simon et Garfunkel) – 3:51 (Le président Johnson décerne une médaille d'honneur à Forrest)

##### Disque 2
1. Volunteers (Jefferson Airplane) – 2:04 (Durant la manifestation anti guerre au Vietnam devant le capitole)
2. Let's Get Together (The Youngbloods) – 4:36 (Forrest et Jenny devant le capitole la nuit)
3. San Francisco (Be Sure to Wear Flowers in Your Hair) (Scott McKenzie) – 2:58 (Forrest et Jenny devant le capitole à l'aube)
4. Turn! Turn! Turn! (To Everything There Is a Season) (The Byrds) – 3:54 (Jenny part en bus du capitole)
5. Medley : Aquarius/Let the Sunshine In (The 5th Dimension) – 4:48 (Premiers pas des hommes sur la lunes)
6. Everybody's Talkin' (Harry Nilsson) – 2:44 (Forrest pousse la chaise roulante du Lt Dan à New-York)
7. Joy to the World (Three Dog Night) – 3:16 (lorsque Forrest participe à un tournoi de ping-pong en Chine)
8. Stoned Love (en) (The Supremes) – 2:59 (Au nouvel an 1972 dans un bar à New-York)
9. Raindrops Keep Fallin' on My Head (B. J. Thomas) – 3:00 (Le président Nixon décerne une récompense de joueur de Ping-Pong à Forrest)
10. Mr. President (Have Pity on the Working Man) (Randy Newman) – 2:46 (Le lt Dan rejoint Forrest sur son crevettier)
11. Plant My Feet on Higher Ground (The Davis Sisters) (Cette chanson gospel est chantée par la chorale de l'église à laquelle Forrest donne de l'argent)
12. Sweet Home Alabama (Lynyrd Skynyrd) – 4:43 (Jenny chez Forrest à Greenbow)
13. It Keeps You Runnin (The Doobie Brothers) – 4:13 (chanson jouée alors que Jenny regarde le marathon de Forrest à la télévision)
14. I've Got to Use My Imagination (Gladys Knight & the Pips) – 3:30 (la troisième chanson du marathon de Forrest)
15. On the Road Again (Willie Nelson) – 2:29 (la cinquième chanson du marathon de Forrest)
16. Against the Wind (Bob Seger & the Silver Bullet Band) – 5:33 (Forrest court à travers les États-Unis et crée le "smiley")
17. Forrest Gump Suite (Alan Silvestri) – 8:49

## Accueil

### Accueil critique
Forrest Gump reçoit un accueil critique globalement positif. Sur le site agrégateur de critiques Rotten Tomatoes, le film est crédité d'un score de 75 % d'avis favorables, sur la base de 158 critiques collectées et une note moyenne de 7,9/10 ; le consensus du site indique : « Forrest Gump est peut-être un film trop sentimental avec un message quelque peu problématique, mais sa douceur et son charme sont généralement suffisants pour qu'il se rapproche de la vraie profondeur et de la grâce ». Sur Metacritic, le film obtient une note moyenne pondérée de 82/100, sur la base de 21 critiques collectées ; le consensus du site indique : « Avis généralement favorables ».
En France, le site spécialisé Allociné donne une note moyenne de 2,6 sur 5, sur la base de cinq critiques de presse collectées. Il obtient toutefois de la part des spectateurs une note de 4,6 étoiles sur 5, sur la base de 134 398 avis collectés, qu'il a toujours dans les années 2020, quand il caracole en tête du classement des 300 meilleurs films de tous les temps selon les avis des téléspectateurs sur la base, devant "La Liste de Schindler", "La ligne verte", "12 hommes en colère", "Le Parrain", "Les évadés", "Le Seigneur des anneaux : le retour du roi", "Le Roi lion", "Vol au-dessus d'un nid de coucou" et "The Dark Knight, Le Chevalier Noir".

### Box-office
Lors de son exploitation, le film rapporte 679 838 260 dollars au box-office mondial pour un budget de production estimé à 55 millions de dollars. Sur le sol français, Forrest Gump, sorti dans 334 salles, réalise 3 963 919 entrées.
| Pays ou région    | Box-office                                    | Date d'arrêt du box-office | Nombre de semaines |
| ----------------- | --------------------------------------------- | -------------------------- | ------------------ |
| États-Unis Canada | 330 151 138 $ ; 81 millions d'entrées vendues | 18 mai 1995                | 46                 |
| France            | 3 963 919 entrées                             | 6 juin 1995                | 35                 |
| Total mondial     | 679 838 260 $                                 | -                          | -                  |

## Distinctions principales
Source (avec liste plus complète des distinctions) : Internet Movie Database:

### Récompenses
Oscars 1995
- Meilleur film
- Meilleur réalisateur pour Robert Zemeckis
- Meilleur scénario adapté pour Eric Roth
- Meilleur acteur pour Tom Hanks
- Meilleur montage pour Arthur Schmidt
- Meilleurs effets visuels pour Ken Ralston, George Murphy, Stephen Rosenbaum, Allen Hall et Doug Chiang

Golden Globes 1995
- Meilleur film dramatique
- Meilleur réalisateur pour Robert Zemeckis
- Meilleur acteur dans un film dramatique pour Tom Hanks

BAFTA Awards 1995
- Meilleurs effets visuels pour Ken Ralston, George Murphy, Stephen Rosenbaum et Allen Hall

Saturn Awards 1995
- Meilleur film fantastique
- Meilleur acteur dans un second rôle pour Gary Sinise.

People's Choice Awards 1995
- Meilleur film
- Meilleur film dramatique

### Nominations
Oscars 1995
- Meilleur acteur dans un second rôle pour Gary Sinise
- Meilleure direction artistique pour Rick Carter et Nancy Haigh
- Meilleure photographie pour Don Burgess
- Oscar du meilleur maquillage pour Daniel C. Striepeke, Hallie D'Amore et Judith A. Cory
- Meilleure musique pour Alan Silvestri
- Meilleur son pour Randy Thom, Tom Johnson, Dennis Sands, William B. Kaplan
- Meilleur montage sonore pour Gloria S. Borders et Randy Thom

Golden Globes 1995
- Meilleur scénario pour Eric Roth
- Meilleur acteur dans un second rôle pour Gary Sinise
- Meilleure actrice dans un second rôle pour Robin Wright Penn
- Meilleure musique pour Alan Silvestri

BAFTA Awards 1995
- Meilleur film
- Meilleur réalisateur pour Robert Zemeckis
- Meilleur scénario pour Eric Roth
- Meilleur acteur pour Tom Hanks
- Meilleure actrice dans un second rôle pour Sally Field
- Meilleure photographie pour Don Burgess
- Meilleur montage pour Arthur Schmidt

### Conservation
En 2011, le film est sélectionné par le National Film Registry de la bibliothèque du Congrès américain pour y être conservé, en raison de son intérêt « culturellement, historiquement ou esthétiquement important ».

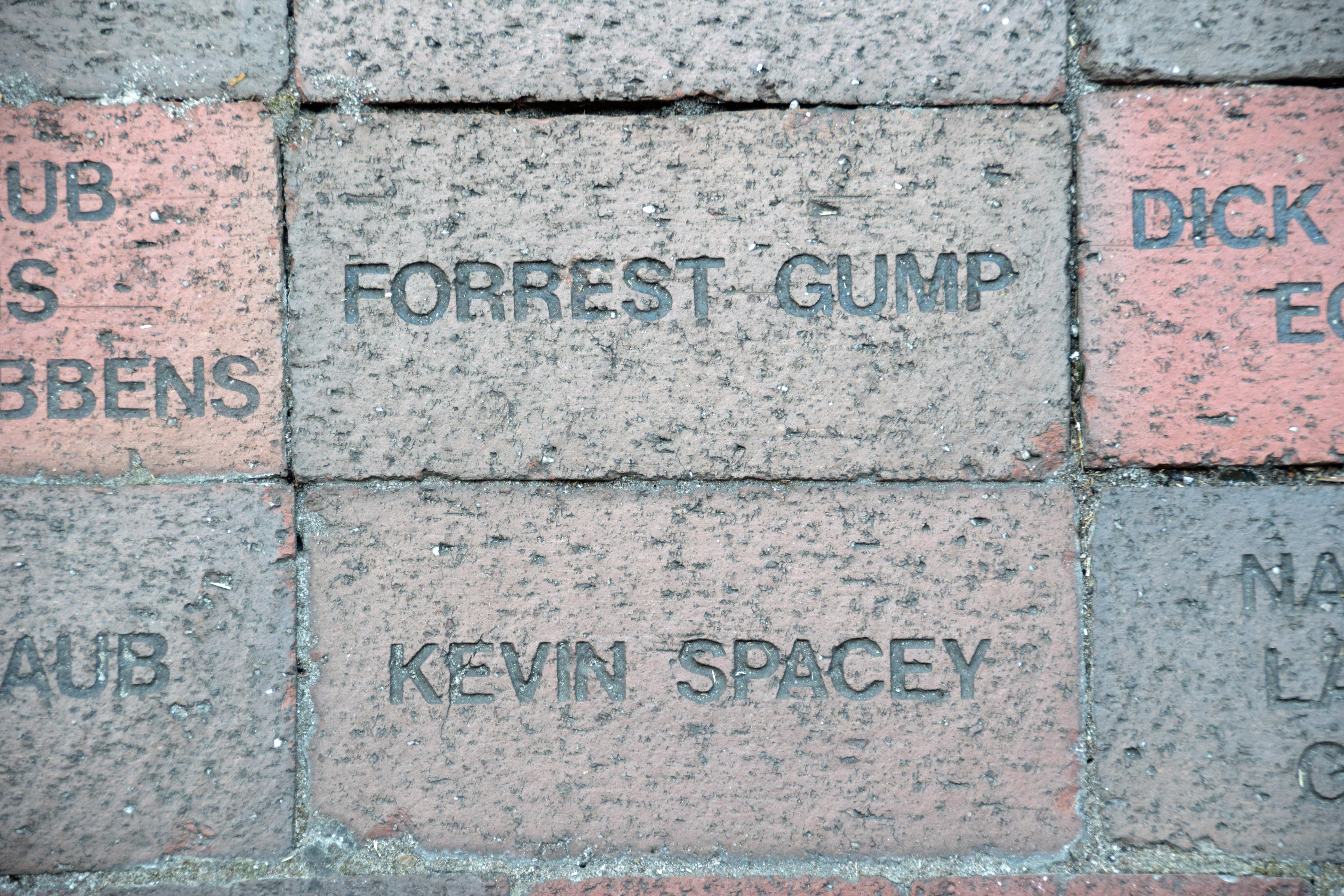
Brique avec l'inscription « Forrest Gump » devant le Lucas Theater à Savannah en Géorgie.
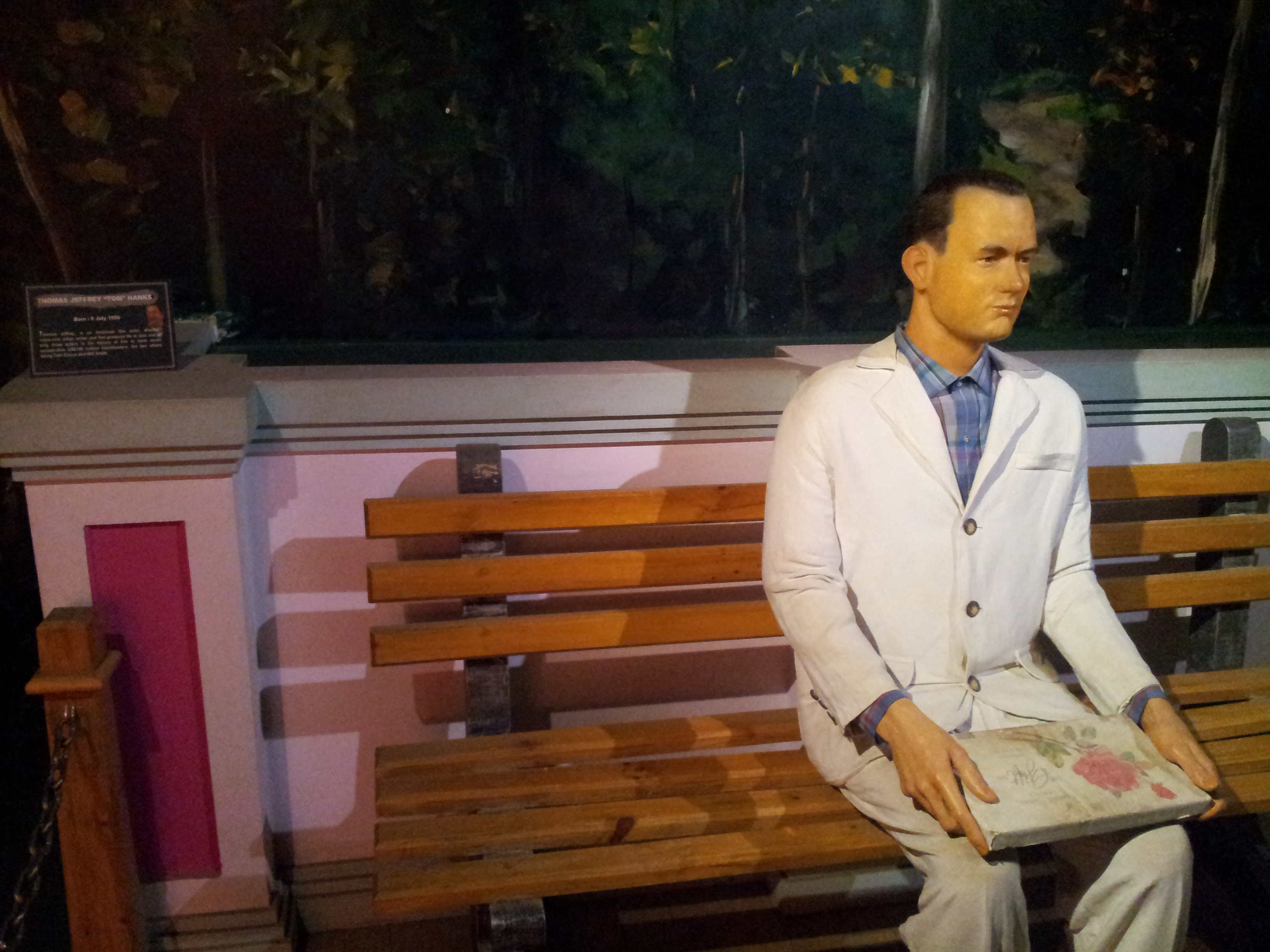
Statue de cire représentant Forrest Gump assis sur son banc ; Innovative Film City de Bangalore en Inde.

## Analyse

### Événements de l'histoire américaine abordés dans le film
Grâce au procédé d'insertion du personnage dans des prises de vues réelles de l'époque, Forrest Gump est fortement impliqué dans l'histoire de son pays. Il rencontre notamment les présidents américains John F. Kennedy, Lyndon B. Johnson et Richard Nixon, les chanteurs Elvis Presley et John Lennon ainsi que le militant Abbie Hoffman.
Le film fait aussi référence aux différents faits divers concernant les hommes politiques américains qui se sont fait tirer dessus lors de leurs sorties en public (avec les vraies images d'archives). Si George Wallace et Ronald Reagan ont été atteints mais ont tous deux survécu, cela n'a pas été le cas de John F. Kennedy. Le film reprend aussi des extraits d'autres films célèbres, comme Naissance d'une nation (1915) de D. W. Griffith.
Les événements suivants ne sont pas nécessairement classés par ordre chronologique.
- La mère de Forrest l'aurait prénommé ainsi en mémoire de Nathan Bedford Forrest, un des fondateurs du Ku Klux Klan, pour souligner le fait que, parfois dans la vie, « on fait des choses qui n'ont pas beaucoup de sens ». Forrest raconte d'ailleurs cette anecdote à une jeune femme noire qui attend l'autobus à côté de lui.
- La maison des Gump accueille un Elvis Presley alors inconnu, que Forrest inspire pour son fameux jeu de jambes (du fait de ses orthèses) pendant que le futur « King » joue la chanson Hound Dog. Plus tard dans le film, grâce aux paroles qu'il dira sur le plateau d'une émission de télévision après être rentré de Chine, Forrest inspirera au chanteur John Lennon sa célèbre chanson Imagine.
- Durant son service au Viet Nam, quand Forrest affirme : « On nous faisait faire de longues marches, on était toujours à la recherche d'un dénommé "Charlie" », il fait ici référence aux Vietcongs, « VC » en langage militaire et « Victor Charlie » en langage radio OTAN, devenu simplement « Charlie »[31].
- Lors de sa rencontre avec le président John F. Kennedy, on peut remarquer, quand Forrest va au toilettes, la présence du « téléphone rouge », la célèbre ligne de communication entre les deux blocs lors de la guerre froide ; on peut aussi y apercevoir une photo dédicacée de Marilyn Monroe, le président JFK ayant eu des relations tumultueuses avec cette célèbre star de cinéma.
- Forrest est présent lors du refus du gouverneur de l'Alabama George Wallace de laisser entrer deux étudiants noirs, Vivian Malone et James Hood, au sein de l'université d’Alabama, le 11 juin 1963 (Stand in the Schoolhouse Door (en))[32],[33],[34].
- Lors de son retour du Vietnam, après avoir retrouvé Jenny parmi les pacifistes venus manifester au Capitole à Washington contre la guerre en octobre 1967, Forrest rencontre des membres du Black Panther Party, auxquels il est présenté par un étudiant de Berkeley. À cette occasion, il rencontre aussi l'activiste Abbie Hoffman, alors vêtu d'une chemise aux couleurs des États-Unis (Forrest clame dans ses récits « Il portait un drapeau américain en guise de chemise »).
- Par ailleurs, lors de la scène où son microphone est coupé alors qu'il s'adresse à la foule anti-guerre du Vietnam au monument de Washington, on peut lire sur ses lèvres : « Sometimes when people go to Vietnam, they go home to their mommas without any legs. Sometimes they don't go home at all. That's a bad thing. That's all I have to say about that » (« Quelquefois, quand les gens vont au Vietnam, ils rentrent chez leurs mamans sans jambes. Quelquefois, ils ne rentrent pas du tout. C'est moche. C'est tout ce que j'ai à dire à ce sujet »)[35].
- Durant la période de la détente qui commence au début de 1963, les États-Unis tentèrent un rapprochement avec la Chine qui n'avait plus d'alliés, la rupture sino-soviétique de 1964 étant définitive. Ce rapprochement débutera par des relations secrètes entre Pékin et Washington et se manifestera lors de la « diplomatie du ping-pong », des compétitions de tennis de table dont Forrest Gump est, dans le film, l'un des fervents représentants.
- Pendant cette séquence, alors que tout le monde regarde, fasciné, Forrest faire ses essais au ping-pong dans un local des services spéciaux de l'armée, personne ne remarque pendant ce temps-là le poste de télévision allumé dans la salle de repos, qui diffuse les images en direct de l'astronaute Neil Armstrong durant la mission Apollo 11, alors que celui-ci est en train de faire ses premiers pas et de dire ses paroles historiques sur le sol lunaire, le 21 juillet 1969.
- Dans le film, Forrest dénonce de manière involontaire ce qui deviendra l'affaire du Watergate en 1972, qui conduira à la démission de Richard Nixon en 1974. Les lumières qu'il aperçoit dans l'immeuble d'en face et qui l'empêchent de dormir sont en fait les lampes torches du commando chargé de poser un appareil d'écoute dans la chambre des démocrates (alors adversaires de Richard Nixon) à l'intérieur du Watergate, un grand hôtel de Washington. Dans la réalité, c'est le concierge de l'hôtel, prévenant la police d'un cambriolage, qui déclenchera l'affaire du Watergate. Par ailleurs, dans le film, c'est Nixon lui-même qui fournit la chambre d'hôtel d'où Forrest aperçoit les lumières.
- Au travers de la vie de Jenny sont retracés les différents mouvements culturels et de mode qui se sont succédé aux États-Unis : hippie, punk/gothique, disco. Lorsque Jenny s'installe au début chez Forrest, elle lui offre en cadeau une paire de chaussures Nike Cortez (en), un classique de la marque Nike qui a pris son essor à la fin des années 1970.

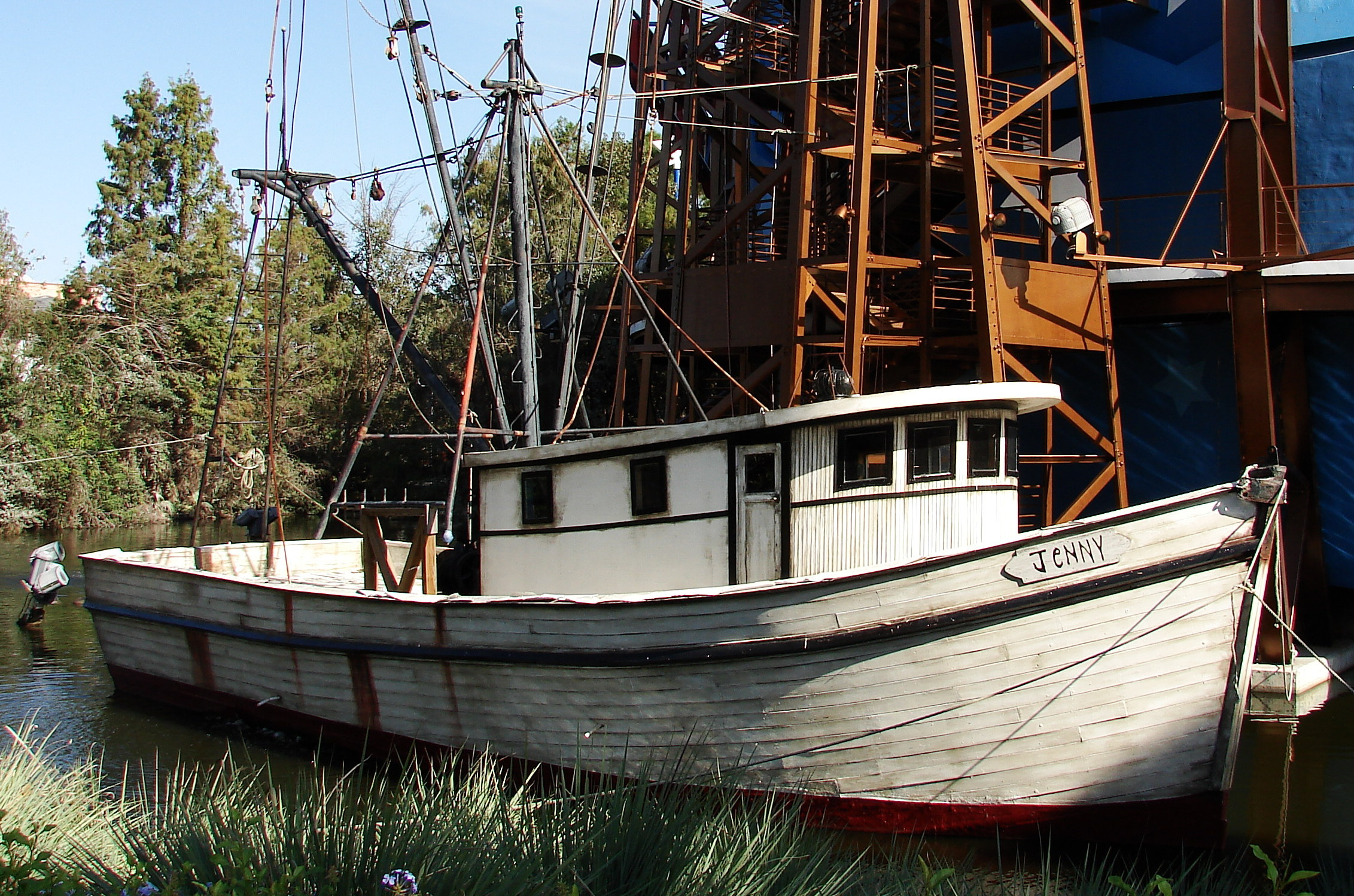
Le crevettier Jenny utilisé lors du tournage du film.

- Le crevettier de Forrest Gump est le seul à survivre à l'ouragan Carmen en 1974, l'une des plus grosses catastrophes naturelles de la seconde moitié du XXe siècle.
- Quand Forrest donne à la mère de Bubba l'équivalent des parts en actions que son fils, s'il avait survécu à la guerre, aurait obtenues via la société de crevettiers en devenant capitaine, cette manne nouvelle va provoquer une inversion de classe : alors que la famille de Bubba a toujours été au service de Blancs durant plusieurs générations, sa mère devient soudainement une bourgeoise, servie par une domestique blanche.
- Au milieu des années 1970, Forrest devient actionnaire de la société informatique Apple, via son ami Dan qui en achète des actions (ce qui les rendra fort riches), alors que Forrest croit simplement acheter des actions d'une coopérative fruitière, à cause du logo d'Apple qui représente une pomme (« apple » en anglais).
- Il est fait allusion au SIDA lorsque Jenny annonce à Forrest qu'elle est atteinte d'un « virus inconnu que les médecins ne peuvent pas guérir »[36],[37]. En effet, à ce moment du film, les protagonistes sont en 1981 (comme l'indique la publicité pour une voiture, élue « automobile de l'année 1981 »).

Un smiley.

- Forrest est également l'inventeur involontaire du smiley graphique. Pendant la période où il court à travers les États-Unis, un homme lui demande s'il peut faire des tee-shirts avec son portrait dessus, mais l'homme n'a pas d'appareil photo et ne peut pas dessiner non plus ; c'est alors qu'une voiture éclabousse les deux hommes, qui se retrouvent couverts de boue. Forrest, s'essuyant le visage avec un tee-shirt jaune, y laisse le dessin mondialement connu d'une tête ronde souriante, puis s'en va en criant à son interlocuteur : « Gardez le sourire ! » Ce smiley rappelle aussi fortement la figure célèbre de la Sainte Face de Jésus-Christ.

Par ailleurs, Forrest inspire également sans le vouloir la création des célèbres autocollants pour voitures avec la mention « Shit happens », lorsqu’un homme lui demande de l'aide pour trouver un slogan pour ses autocollants ; à cet instant, Forrest marche dans une crotte de chien et, lorsque l'homme le lui fait remarquer, Forrest lui répond : « Ça arrive ! » (« Shit happens », grossièrement « la merde, ça peut arriver »).
- Quand Forrest attend le bus, il semble que la jeune femme noire à côté de lui sur le banc soit une référence à Rosa Parks, figure de la ségrégation aux États-Unis. L'allusion aux pieds de la jeune femme est une référence à l'histoire de Rosa Parks, qui prit le bus car elle avait mal aux pieds.[réf. souhaitée]

### Anachronismes
Le film recèle également quelques anachronismes :
- lorsque Forrest et Bubba arrivent au Viêt Nam par hélicoptère, on peut entendre la chanson Fortunate Son du groupe Creedence Clearwater Revival. L'action se passe alors en 1966 alors que la chanson n'est sortie qu'en 1969. En revanche, les autres chansons entendues durant cette période du film suivent bien la chronologie du temps puisqu'elles sont sorties entre 1965 et 1967 (à l'exception de Hello, I Love You des Doors et Mrs Robinson par Simon and Garfunkel, qui sont sorties un an plus tard).
- lorsque Forrest reçoit une lettre de la société Apple dont il est devenu actionnaire majoritaire, la lettre est à la date de 1975 et comporte le logo représentant la pomme multicolore. Or, ce logo n'a été créé qu'en 1977 (soit deux ans plus tard), celui de 1975 étant censé représenter Isaac Newton sous un pommier. Par ailleurs, la société se nommait à l'époque « Apple Computer & Co » ;

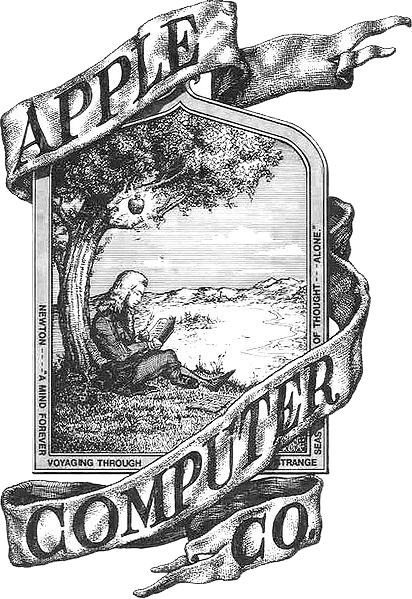
Le premier logo d'Apple Computer & Co avec Isaac Newton sous un pommier (dessiné par Ronald Wayne).
Logo Apple utilisé de septembre 1977 à juin 1998 (dessiné par Rob Janoff).

- lorsque Forrest démarre son marathon, la télévision annonce que le président Carter s'est évanoui à cause d'une vague de chaleur, un événement qui s'est produit le 15 septembre 1979. Quand Forrest termine sa course, il précise dans sa narration qu'il a couru pendant trois ans, deux mois, quatorze jours et seize heures, ce qui amène à la date du 29 novembre 1982. Dans la scène suivante, où il reçoit une lettre de Jenny, Forrest regarde à la télévision l'annonce de la tentative d'assassinat du président Reagan qui a eu lieu le 30 mars 1981 (soit un an et huit mois avant la fin de la course). Plus tard, Jenny montre à Forrest son album d'articles de journaux sur le marathon de ce dernier. Les premières coupures de presse sont datées de 1978. Par conséquent, si l'on prend en compte ces deux derniers détails, Forrest aurait démarré sa course vers le 15 janvier 1978 pour la terminer vers le 29 mars 1981, ce qui serait plus cohérent ;
- dans la scène où Forrest parle devant la tombe de Jenny, il affirme qu'elle est morte un samedi matin. La pierre tombale indique la date de décès au 22 mars 1982 (ce qui constitue une nouvelle incohérence avec la période du marathon). Or, cette date était tombée un lundi et non un samedi.

## Autour du film
- La séquence où Forrest Gump court pendant des mois a été inspirée à Robert Zemeckis par des cas réels de personnes qui ont pour but unique dans la vie de courir.[réf. souhaitée] En 2020, Tom Hanks a révélé qu'il avait financé le tournage de cette scène, considérée comme trop coûteuse par les producteurs de la Paramount. Il a aussi révélé avoir financé une autre scène avec Robert Zemeckis (sans préciser laquelle) car le studio avait expliqué ne pas être en mesure d'obtenir une assurance pour le tournage de cette scène, en raison des conditions météorologiques ; Hanks et Zemeckis se chargèrent de payer l’assurance, demandant au studio qu'« ils devraient partager un peu plus les bénéfices du film avec [eux] »[39].
- Tom Hanks et Robert Zemeckis négocièrent leur contrat de façon à toucher un pourcentage sur les recettes du film (8 % sur les recettes brutes), gagnant ainsi 30 millions de dollars. L'auteur Winston Groom, qui négocia 3 % sur les recettes nettes, ne toucha que 350 000 dollars[40].
- À un moment, le film présente une compagnie de pêche imaginaire, la « Bubba Gump Shrimp Company ». Deux ans après la sortie du film, une véritable chaîne de restaurants de fruits de mer portant ce nom fut créée.
- Lorsque Forrest annonce à l'ex-lieutenant Dan (Gary Sinise) qu'il va devenir capitaine de crevettier pour respecter la promesse faite à Bubba, Dan lui répond : « Si, un jour, t'es vraiment capitaine de crevettier, je crois que moi je serai astronaute ». L'année suivante, les deux acteurs tournaient dans Apollo 13 de Ron Howard. Gary Sinise jouera quelques années plus tard de nouveau un astronaute, dans le film Mission To Mars de Brian De Palma.
- Lors de la sortie française du film en DVD, le doublage a subi quelques petites retouches, entre autres la voix d'Elvis qui a été entièrement refaite.

### Projet de suite
L'auteur du roman adapté, Winston Groom, écrit en 1995 une suite à Forrest Gump intitulée Gump and Co. (en). De son côté, Eric Roth écrit un scénario pour faire suite au film, mais peu lié au roman de Groom, dans lequel Forrest Gump doit faire face à son fils atteint du SIDA, est témoin de l'affaire O. J. Simpson et de l'attentat d'Oklahoma City, et danse avec la princesse Diana. Le scénario est finalisé le 10 septembre 2001, juste la veille des attentats du 11 septembre. Zemeckis, Hanks et Roth indiquent que le film n'a, alors, plus de raisons d'être.